# Arizona Robbins
Arizona Robbins es un personaje ficticio, en la serie de televisión Grey's Anatomy de la cadena ABC. Su papel es interpretado por la actriz Jessica Capshaw. El personaje es una médica que apareció por primera vez en la quinta temporada de Anatomía de Grey como cirujana para convertirse posteriormente en Jefa de Cirugía Pediátrica. Hija de un coronel Daniel Robbins, su familia le ha inculcado los valores del honor y del sacrificio por su país. Su nombre no proviene del estado como todos piensan, sino de un buque de guerra, el "USS Arizona" donde su abuelo sirvió en Pearl Harbor, y que fue hundido por el ataque de los japoneses, su abuelo murió allí después de salvar la vida a 19 hombres. Su hermano Timothy también soldado murió en Irak por falta de servicio médico. Por ello aprecia el gesto de irse a la guerra, lo que le lleva a una discusión con Callie.
En la 5ª temporada es donde se da a conocer a través de casos relacionados con la Dra. Bailey, siguiendo la línea en la que Bailey decidía si decantarse por la cirugía pediátrica o no. Establece una relación con Callie (Dra. Torres), que continúa hasta la 6ª temporada. Se les veía bien hasta que surge el conflicto de los hijos, Callie los quiere y ella no, por culpa de eso rompen, pero en el capítulo final de la 6ª temporada regresan juntas cuando Arizona decide tener hijos por la felicidad de Callie.
En la 7ª temporada la relación con Callie parece ir bien, hasta que Arizona gana un subsidio por el cual se tiene que ir a trabajar a África. Justo antes de subir al avión termina con Callie, pero regresa porque la extraña mucho y su sorpresa es grande ya que en el intento de reconquistar a su amor ella le confiesa que está embarazada de su amigo Mark. Aunque no le agrade Arizona decide apoyar a Callie, pero ocurre un accidente cuando Arizona le pide matrimonio a Callie en que casi muere esta y el bebé. Tras la recuperación de Callie y Sofía ,estás se casan.
En la octava temporada su vida de casada es realmente buena, con algunos altibajos como lo de no tener derechos de paternidad sobre la pequeña Sofía pero que luego se solucionan. Después su esposa Callie se enterará de que antes de conocerla a ella tuvo una aventura con una de las enfermeras de ortopedia, Arizona se ve en la obligación de contarle a Callie cuales han sido sus ligues dentro del hospital causando así la histeria de Callie, pero luego estas se reconcilian ya que Callie entendió que para Arizona tampoco ha sido nada fácil lidiar con los anteriores ligues de Callie dentro del hospital.
Al final de octava temporada un amigo de la infancia, Nick, llega en busca de ayuda con Arizona donde aparentemente podrá operarlo Callie, pero luego se dan cuenta de que no se puede porque su enfermedad (cáncer) está demasiado avanzado; así que después de perder a su amigo se enfrenta con la pérdida de su pupilo preferido Alex Karev y enojada decide ella tomar su lugar en un avión que horas después se estrelló dejando como consecuencia su pierna destrozada.
En la novena temporada su vida da un vuelco de 180 grados cuando le amputaron la pierna y cae en depresión desquitando su ira y dolor con su esposa Callie, luego cuando ya empieza a recomponerse nuevamente tanto en su vida profesional como sentimental y sexual, conoce a Lauren Boswell una especialista craneoencefálica que se interesa en ella desde un inicio haciendo caso omiso al hecho de que Arizona está casada. Esta al no poder resistir el hecho de que otra persona se sienta atraída por ella a pesar de que no tuviera una pierna decide serle infiel a su esposa colocando su matrimonio al borde del abismo, y cuando Callie se entera de todo sale a relucir el resentimiento que aún guarda Arizona hacia Callie por cortar su pierna aun cuando fue para salvar su vida dándole a entender a esta que ella no había perdido nada pero con Callie diciéndole en contraposición que aparentemente la había perdido a ella.
En la décima temporada mantiene continuos desacuerdos con Callie, y comienza a relacionarse con una residente, Leah Murphy, pero luego Callie le pide que vuelva a casa para intentar recomponer las cosas.
En la temporada once Arizona finaliza su relación con Callie al no querer ésta continuar intentando resolver su situación. Mientras tanto Arizona hace una especialidad nueva, Cirujana NeoFetal, junto a la Dra. Herman quien le confiesa que tiene un tumor inoperable. No obstante, Arizona la convence para que se someta a la cirugía y salvar su vida aunque finalmente quedó ciega.
En la temporada doce arizona comenzó sintiéndose rara porque Callie ya salía con otras personas, lo cual la deprimía un poco hasta que conoció a la novia de Callie, Penélope Blake (Penny), quien la llevó a grandes conflictos con Callie ya que ella quería irse a Nueva York con su hija Sofía por el trabajo que le surgió a Penny. Esto las lleva a la corte por la custodia, siendo Arizona quien termina ganándola. Aunque al ver a Callie muy triste le dice que se vaya con Sofía que luego arreglarían las cosas.
En la temporada trece Arizona comenzó a conocer gente y a tener citas, lo cual no resultaba mucho para ella. Cuando el hospital no funcionaba bien, la jefa Bailey decide contratar a una residentes interna Eliza Minnik, quien tiene un interés romántico por Arizona, pero ella se negaba al principio aunque luego aceptó. Lo mantenían en secreto aunque su relación iba muy bien. Al final de la temporada Eliza es despedida abandonando a Arizona y eso la deja muy confundida.
En la temporada catorce Arizona conoce a Carina DeLucca, quien además era hermana de su compañero de residencia. Ella comienza una relación con Carina mientras que comienzan un estudio sobre la mortalidad materna por un caso que marcó a Arizona. En esta temporada Sofía, su hija, volvió a Seattle sola para vivir con ella, pero esto inquietó su relación con Carina, quien pensaba que ella la estaba consintiendo demasiado, lo que generó que por la decisión de Arizona de ir a vivir a Nueva York junto con Sofía y Callie terminaran su relación. Por esta decisión Arizona renuncia a su trabajo y por la aparición de la doctora Herman consigue trabajo en una clínica que abrirían juntas sobre cirugía fetal.
Al final de la historia de Arizona ella se mostraba feliz al recibir mensajes de Callie, lo que generó una esperanza muy grande para todos los espectadores de que esta pareja pudiera volver. 
- Datos: Q2720503